# Rio das Garças (vattendrag i Brasilien, Mato Grosso)
Rio das Garças är ett vattendrag i Brasilien.   Det ligger i delstaten Mato Grosso, i den centrala delen av landet, 500 km väster om huvudstaden Brasília.
Omgivningen kring Rio das Garças är huvudsakligen savann. Området är ganska glesbefolkat, med 25 invånare per kvadratkilometer.